# Лоц (Долина Аосте)
Лоц је насеље у Италији у округу Долина Аосте, региону Долина Аосте.
Према процени из 2011. у насељу је живело 41 становника. Насеље се налази на надморској висини од 1665 м.